# Tresignana
Tresignana (Trasgnàna en el dialecto local del emiliano-romañol) es una comuna italiana perteneciente a la provincia de Ferrara de la región de Emilia-Romaña.
El actual municipio fue fundado el 1 de enero de 2019 mediante la fusión de las hasta entonces comunas separadas de Tresigallo (la actual capital municipal) y Formignana.
En 2022, el municipio tenía una población de 6878 habitantes.
Comprende un conjunto de pequeñas localidades rurales en el entorno del río Po di Volano, unos 20 km al este de la capital provincial Ferrara y unos 25 km al oeste de la costa del mar Adriático del entorno del delta del Po.